# Georgiska apostoliska, autokefala och ortodoxa kyrkan
Georgiska apostoliska, autokefala och ortodoxa kyrkan, (georgiska: საქართველოს სამოციქულო ავტოკეფალური მართლმადიდებელი ეკლესია/Sakartvelos samotsikulo avt'ok'epaluri martlmadidebeli ek'lesia) också kallad Georgisk-ortodoxa kyrkan eller Ortodoxa kyrkan i Georgien, är ett självständigt östortodoxt kristet trossamfund som står i full kommunion med de andra östortodoxa kyrkorna.

## Överhuvud
Kyrkan leds av patriarken Ilia II av Georgien i Tbilisi som bär titeln "Hans Helighet och Salighet Ilia II, Ärkebiskop av Mtscheta-Tbilisi och Catholicos-Patriark av Hela Georgien."
Under honom finns 35 eparker (biskopar). 

## Utbredning
Kyrkan har cirka 5 miljoner medlemmar, varav över 3,5 miljoner i Georgien (över 80% av Georgiens befolkning).

### Norden
Den 23 november 2007 (Sankt Görans dag) förrättade den georgiske ärkemandriten, fader Lazarus för första gången en mässa på georgiska i Sverige. Den hölls i den serbisk-ortodoxa kyrkan i Stockholm.
Lazarus, som normalt är stationerad i Tyskland-Österrike och förestår kyrkans västeuropeiska eparkat, höll helgen dessförinnan även gudstjänst i Köpenhamn, Danmark.

## Bilder

Karta över kyrkans stift.
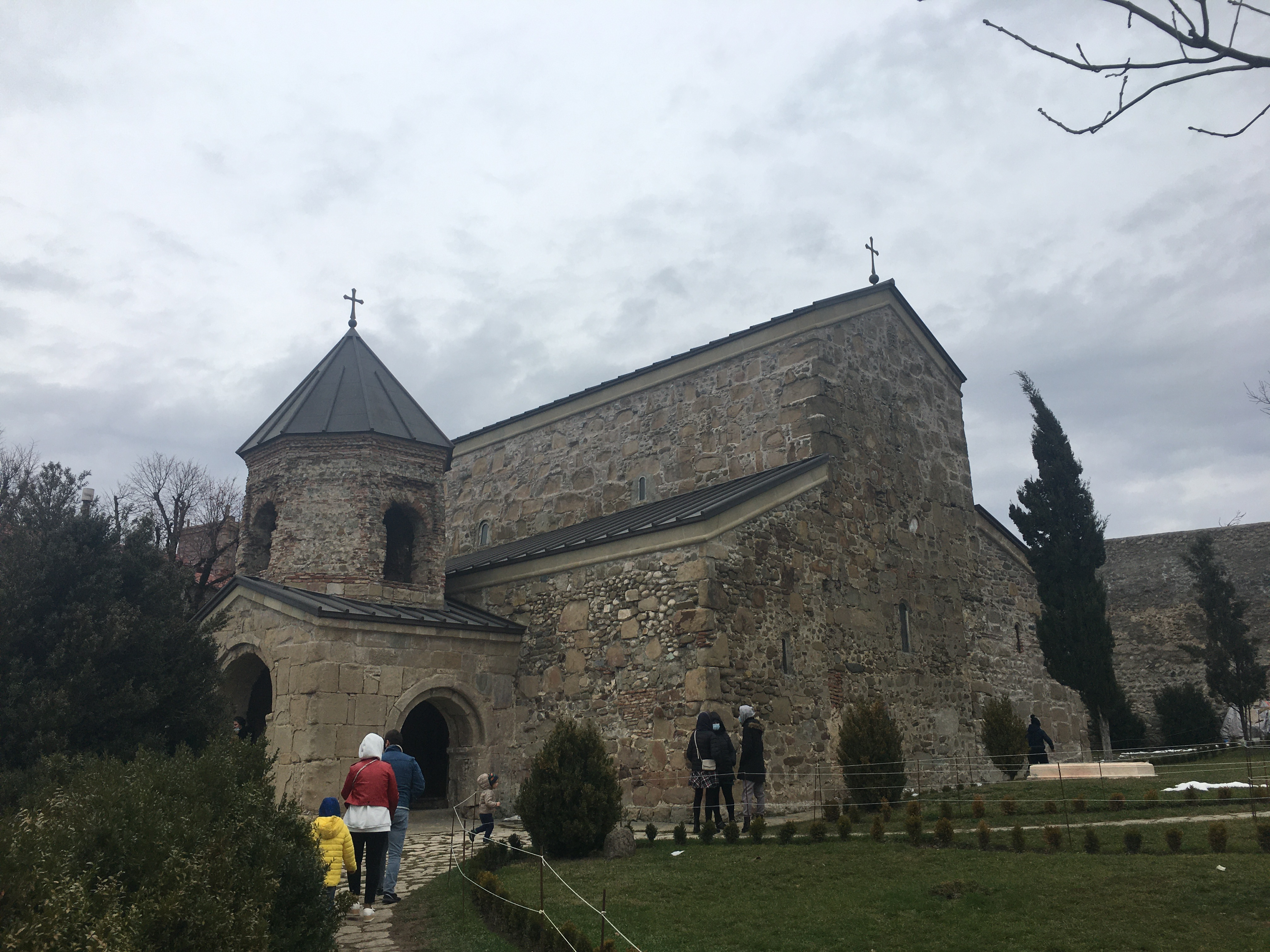
Zedazeniklostret på berget Zedazeni, Georgien.
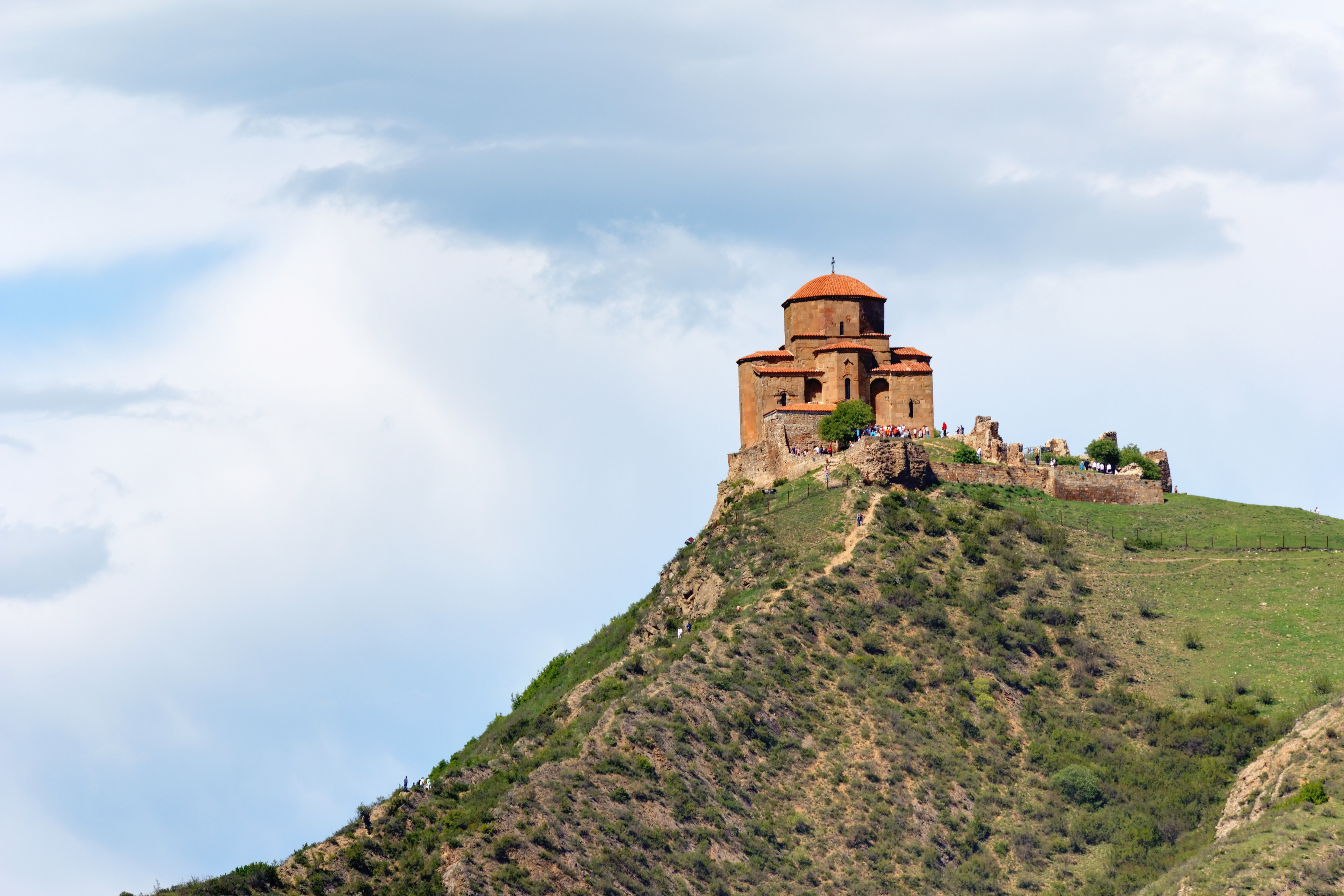
Jarviklostret i Mtscheta, Georgien.

### Fotnoter
1. ↑  ”Arkiverade kopian”. Arkiverad från originalet den 12 juni 2012. https://web.archive.org/web/20120612033342/http://www.cnewa.us/default.aspx?ID=21&pagetypeID=9&sitecode=US&pageno=4. Läst 13 augusti 2012.
2. ↑  Grdzelidze 2011, s. 275.